# Oskyldiga ögon
Oskyldiga ögon (originaltitel: Whistle Down the Wind) är en brittisk kriminal-dramafilm från 1961. Filmen är regisserad av Bryan Forbes, med manus skrivet av Keith Waterhouse och Willis Hall baserat på romanen Whistle Down the Wind från 1959 av Mary Hayley Bell. Huvudrollen spelas av hennes 15-åriga dotter, Hayley Mills.
Filmen ingår i listan "50 filmer du bör se innan du fyller 14 år", sammanställd 2005 av Brittiska filminstitutet.

## Rollista (i urval)
- Hayley Mills – Kathy Bostock
- Bernard Lee – mr Bostock
- Alan Bates – främlingen (Arthur Blakey)
- Norman Bird – Eddie
- Diane Clare – miss Lodge, söndagsskollärarinnan
- John Arnatt – biträdande poliskommissarie Teesdale
- Elsie Wagstaff – tant Dorothy
- Diane Holgate – Nan Bostock
- Alan Barnes – Charles Bostock